# Hydrophorus alpinus
Hydrophorus alpinus är en tvåvingeart som beskrevs av Johan August Wahlberg 1844. Hydrophorus alpinus ingår i släktet Hydrophorus och familjen styltflugor. Arten är reproducerande i Sverige. Inga underarter finns listade i Catalogue of Life.